# Walter Alva
Pour les articles homonymes, voir Alva.
Walter Alva (né le 28 juin 1951, dans le district de Contumaza, région de Cajamarca, au Pérou) est un anthropologue péruvien qui s'est spécialisé dans les recherches sur la culture Moche, un peuple précolombien du nord du Pérou.
En 1987, il découvre la tombe du « seigneur de Sipán ». Cet ancien dignitaire Moche a été inhumé entouré de deux hommes, deux femmes et un chien. La tombe renfermait également des bijoux précieux et d'autres ornements. Walter Alva dirige le musée Tumbas Reales de Sipán, dédié à cette découverte, qui se trouve à Lambayeque.

## Publications
- Geoglifos del Formativo en el valle de Zaña (1982)
- Los murales de Úcupe (1983)
- Tumbas reales de Sipán (1983)
- El descubrimiento del tesoro mochica (1989)
- Orfebrería del Formativo (1992)
- Sipán (1994)